# Sportvereinigung Bayer 04 Leverkusen 1981-1982
Questa voce raccoglie le informazioni riguardanti la Sportvereinigung Bayer 04 Leverkusen nelle competizioni ufficiali della stagione 1981-1982.

## Stagione
Nella stagione 1981-1982 il Bayer Leverkusen, allenato da Willibert Kremer e Gerhard Kentschke, concluse il campionato di Bundesliga al 16º posto. In Coppa di Germania il Bayer Leverkusen fu eliminato al terzo turno dal Rot-Weiss Essen.

## Rosa
| N. |                     | Ruolo | Calciatore      |
| -- | ------------------- | ----- | --------------- |
|    | Germania (bandiera) | P     | Uwe Greiner     |
|    | Germania (bandiera) | P     | Valentin Herr   |
|    | Germania (bandiera) | D     | Dietmar Demuth  |
|    | Germania (bandiera) | D     | Andreas Fehse   |
|    | Germania (bandiera) | D     | Jürgen Gelsdorf |
|    | Germania (bandiera) | D     | Thomas Hörster  |
|    | Germania (bandiera) | D     | Peter Klimke    |
|    | Germania (bandiera) | D     | Klaus Meul      |
|    | Germania (bandiera) | D     | Walter Posner   |
|    | Germania (bandiera) | C     | Klaus Bruckmann |
|    | Germania (bandiera) | C     | Kurt Eigl       |

| N. |                     | Ruolo | Calciatore          |
| -- | ------------------- | ----- | ------------------- |
|    | Germania (bandiera) | C     | Markus Elmer        |
|    | Germania (bandiera) | C     | Jürgen Glowacz      |
|    | Germania (bandiera) | C     | Peter Hermann       |
|    | Germania (bandiera) | C     | Horst Knauf         |
|    | Germania (bandiera) | C     | Heinz Pier          |
|    | Germania (bandiera) | A     | Christian Beer      |
|    | Germania (bandiera) | A     | Dieter Herzog       |
|    | Norvegia (bandiera) | A     | Arne Larsen Økland  |
|    | Germania (bandiera) | A     | Christian Sackewitz |
|    | Germania (bandiera) | A     | Peter Szech         |
|    | Germania (bandiera) | A     | Wolfgang Vöge       |

## Organigramma societario
Area tecnica
- Allenatore: Gerhard Kentschke
- Allenatore in seconda:
- Preparatore dei portieri:
- Preparatori atletici:

## Calciomercato

### Sessione estiva
| Acquisti | Acquisti            | Acquisti          | Acquisti |
| R.       | Nome                | da                | Modalità |
| -------- | ------------------- | ----------------- | -------- |
| P        | Uwe Greiner         | Stoccarda         |          |
| A        | Christian Sackewitz | Arminia Bielefeld |          |

| Cessioni | Cessioni              | Cessioni            | Cessioni |
| R.       | Nome                  | a                   | Modalità |
| -------- | --------------------- | ------------------- | -------- |
| C        | Harry Gniech          | Viktoria Colonia    |          |
| D        | Matthias Hönerbach    | Colonia             |          |
| P        | Hubert Makel          | Bonner              |          |
| C        | Klaus Meul            | Bayer Leverkusen II |          |
| D        | Hans-Jürgen Scheinert | Fortuna Colonia     |          |

### Sessione invernale
| Acquisti | Acquisti | Acquisti | Acquisti |
| R.       | Nome     | da       | Modalità |
| -------- | -------- | -------- | -------- |

| Cessioni | Cessioni | Cessioni | Cessioni |
| R.       | Nome     | a        | Modalità |
| -------- | -------- | -------- | -------- |

## Risultati

### Bundesliga

#### Girone di andata
| Arbitro: | Niebergall |

|                                                                          |           |                      |
| Rummenigge 14’ Dremmler 19’ Breitner 35’, 43’ Hoeneß 40’ Niedermayer 60’ | Marcatori | 45’ Økland 72’ Szech |

| Arbitro: | Brückner |

|  |           |                               |
|  | Marcatori | 29’ (rig.), 64’ Abel 88’ Bast |

| Arbitro: | Heitmann |

|                             |           |                      |
| Økland 40’ Hörster 42’, 67’ | Marcatori | 47’ Stetter 72’ Zahn |

| Brema 25 agosto 1981, ore 20:00 CEST 4ª giornata | Werder Brema | 0 – 0 referto | Bayer Leverkusen | Weserstadion (20 000 spett.)\| Arbitro: \| Walz \| |
| Arbitro:                                         | Walz         |               |                  |                                                    |

| Arbitro: | Schmidhuber |

|           |           |            |
| Szech 90’ | Marcatori | 66’ Wenzel |

| Arbitro: | Retzmann |

|            |           |                              |
| Heinke 50’ | Marcatori | 16’ Szech 85’ (rig.) Glowacz |

| Arbitro: | Klauser |

|            |           |  |
| Økland 50’ | Marcatori |  |

| Arbitro: | Horstmann |

|                                                     |           |                               |
| Melzer 3’ Hofeditz 4’, 71’ Briegel 13’ Bongartz 45’ | Marcatori | 51’ Økland 64’ (rig.) Glowacz |

| Arbitro: | Ahlenfelder |

|                        |           |                   |
| Glowacz 39’ Økland 69’ | Marcatori | 21’ (aut.) Klimke |

| Arbitro: | Horeis |

|                                                |           |                         |
| Lieberwirth 13’ Dreßel 48’ Weyerich 90’ (rig.) | Marcatori | 57’ Gelsdorf 78’ Økland |

| Arbitro: | Hennig |

|                    |           |              |
| Glowacz 17’ (rig.) | Marcatori | 21’ Woodcock |

| Arbitro: | Tritschler |

|                                          |           |                         |
| Lorant 22’ (rig.) Lottermann 62’ Löw 81’ | Marcatori | 16’ (rig.), 87’ Glowacz |

| Arbitro: | Ross |

|  |           |                              |
|  | Marcatori | 8’, 80’ Hartwig 38’ Hrubesch |

| Arbitro: | Wahmann |

|                       |           |             |
| Gores 27’ Büssers 56’ | Marcatori | 82’ Hermann |

| Leverkusen 28 novembre 1981, ore 15:30 CET 15ª giornata | Bayer Leverkusen | 0 – 0 referto | Stoccarda | Ulrich-Haberland-Stadion (6 000 spett.)\| Arbitro: \| Luca \| |
| Arbitro:                                                | Luca             |               |           |                                                               |

| Arbitro: | Uhlig |

|                                     |           |           |
| Mill 57’ (rig.) Veh 64’ Pinkall 89’ | Marcatori | 11’ Knauf |

| Arbitro: | Föckler |

|                     |           |                    |
| Vöge 27’ Økland 38’ | Marcatori | 9’ Hupe 36’ Schock |

#### Girone di ritorno
| Arbitro: | Hontheim |

|  |           |                         |
|  | Marcatori | 59’ Dremmler 84’ Hoeneß |

| Arbitro: | Ahlenfelder |

|                                        |           |             |
| Patzke 23’ Abel 32’ (rig.) Bittorf 65’ | Marcatori | 57’ Hermann |

| Arbitro: | Roth |

|             |           |                          |
| Stetter 38’ | Marcatori | 75’, 88’ Økland 77’ Vöge |

| Arbitro: | Brehm |

|            |           |                             |
| Økland 47’ | Marcatori | 49’, 78’ Meier 63’ Kostedde |

| Arbitro: | Heitmann |

|                                                  |           |            |
| Wenzel 5’ (rig.) Allofs 38’, 85’ Thiele 44’, 90’ | Marcatori | 86’ Økland |

| Arbitro: | Engel |

|                               |           |          |
| Sackewitz 29’ (rig.) Vöge 66’ | Marcatori | 27’ Bold |

| Arbitro: | Linn |

|                                            |           |           |
| Geyer 7’ Worm 10’, 29’, 65’ Merkhoffer 70’ | Marcatori | 83’ Szech |

| Arbitro: | Klauser |

|  |           |              |
|  | Marcatori | 66’ Hofeditz |

| Arbitro: | Ermer |

|                      |           |  |
| Burgsmüller 62’, 84’ | Marcatori |  |

| Arbitro: | Roth |

|                                               |           |  |
| Sackewitz 29’ Szech 51’ Økland 71’ Herzog 79’ | Marcatori |  |

| Arbitro: | Pauly |

|                                                     |           |                         |
| Woodcock 26’, 32’, 60’ Bonhof 41’ (rig.) Strack 63’ | Marcatori | 71’ Økland 88’ Gelsdorf |

| Arbitro: | Gabor |

|          |           |                           |
| Szech 5’ | Marcatori | 47’ Körbel 49’ Lottermann |

| Amburgo 27 aprile 1982, ore 20:00 CEST 30ª giornata | Amburgo | 0 – 0 referto | Bayer Leverkusen | Volksparkstadion (18 400 spett.)\| Arbitro: \| Messmer \| |
| Arbitro:                                            | Messmer |               |                  |                                                           |

| Arbitro: | Walz |

|                       |           |             |
| Szech 78’ Hermann 80’ | Marcatori | 26’ Büssers |

| Arbitro: | Retzmann |

|                                               |           |                      |
| Förster 6’ Müller 31’ Ohlicher 54’ Müller 90’ | Marcatori | 27’ Økland 38’ Szech |

| Leverkusen 22 maggio 1982, ore 15:30 CEST 33ª giornata | Bayer Leverkusen | 0 – 0 referto | Borussia M'gladbach | Ulrich-Haberland-Stadion (18 000 spett.)\| Arbitro: \| Correll \| |
| Arbitro:                                               | Correll          |               |                     |                                                                   |

| Arbitro: | Umbach |

|             |           |                                |
| Schnier 76’ | Marcatori | 37’ Vöge 54’ Knauf 84’ Hermann |

### Spareggio promozione-retrocessione
| Arbitro: | Föckler |

|  |           |            |
|  | Marcatori | 55’ Herzog |

| Arbitro: | Redelfs |

|                |           |         |
| Szech 27’, 59’ | Marcatori | 3’ Walz |

### Coppa di Germania
| Arbitro: | Wuttke |

|  |           |                          |
|  | Marcatori | 17’, 42’ Økland 60’ Vöge |

| Arbitro: | Puchalski |

|                             |           |                             |
| Abels 29’ Schulze 72’, 114’ | Marcatori | 39’, 42’ Økland 95’ Glowacz |

| Arbitro: | Huster |

|                                                                       |           |  |
| Hermann 10’ Sackewitz 56’ Glowacz 62’ (rig.) Bruckmann 73’ Økland 87’ | Marcatori |  |

| Arbitro: | Risse |

|                                                    |           |               |
| Klinger 17’ Timmler 26’ Herget 79’ Grillemeier 89’ | Marcatori | 39’ Bruckmann |

## Statistiche

### Statistiche di squadra
| Competizione      | Punti | In casa | In casa | In casa | In casa | In casa | In casa | In trasferta | In trasferta | In trasferta | In trasferta | In trasferta | In trasferta | Totale | Totale | Totale | Totale | Totale | Totale | DR  |
| Competizione      | Punti | G       | V       | N       | P       | Gf      | Gs      | G            | V            | N            | P            | Gf           | Gs           | G      | V      | N      | P      | Gf     | Gs     | DR  |
| ----------------- | ----- | ------- | ------- | ------- | ------- | ------- | ------- | ------------ | ------------ | ------------ | ------------ | ------------ | ------------ | ------ | ------ | ------ | ------ | ------ | ------ | --- |
| Bundesliga        | 25    | 17      | 6       | 5       | 6       | 20      | 23      | 17           | 3            | 2            | 12           | 25           | 49           | 34     | 9      | 7      | 18     | 45     | 72     | -27 |
| Coppa di Germania | -     | 1       | 1       | 0       | 0       | 5       | 0       | 3            | 1            | 1            | 1            | 7            | 7            | 4      | 2      | 1      | 1      | 12     | 7      | +5  |
| Totale            | 25    | 18      | 7       | 5       | 6       | 25      | 23      | 20           | 4            | 3            | 13           | 32           | 56           | 38     | 11     | 8      | 19     | 57     | 79     | -22 |

### Andamento in campionato
| Giornata  | 1  | 2  | 3  | 4  | 5  | 6  | 7 | 8  | 9 | 10 | 11 | 12 | 13 | 14 | 15 | 16 | 17 | 18 | 19 | 20 | 21 | 22 | 23 | 24 | 25 | 26 | 27 | 28 | 29 | 30 | 31 | 32 | 33 | 34 |
| --------- | -- | -- | -- | -- | -- | -- | - | -- | - | -- | -- | -- | -- | -- | -- | -- | -- | -- | -- | -- | -- | -- | -- | -- | -- | -- | -- | -- | -- | -- | -- | -- | -- | -- |
| Luogo     | T  | C  | C  | T  | C  | T  | C | T  | C | T  | C  | T  | C  | T  | C  | T  | C  | C  | T  | T  | C  | T  | C  | T  | C  | T  | C  | T  | C  | T  | C  | T  | C  | T  |
| Risultato | P  | P  | V  | N  | N  | V  | V | P  | V | P  | N  | P  | P  | P  | N  | P  | N  | P  | P  | V  | P  | P  | V  | P  | P  | P  | V  | P  | P  | N  | V  | P  | N  | V  |
| Posizione | 18 | 18 | 14 | 14 | 15 | 10 | 8 | 12 | 8 | 11 | 11 | 12 | 13 | 14 | 13 | 14 | 15 | 17 | 17 | 15 | 15 | 16 | 16 | 16 | 16 | 17 | 16 | 16 | 16 | 16 | 16 | 16 | 16 | 16 |

Legenda:

Luogo: C = Casa; T = Trasferta. Risultato: V = Vittoria; N = Pareggio; P = Sconfitta.

### Statistiche dei giocatori
| Giocatore    | Bundesliga | Bundesliga | Bundesliga  | Bundesliga | Relegation Bundesliga | Relegation Bundesliga | Relegation Bundesliga | Relegation Bundesliga | Coppa di Germania | Coppa di Germania | Coppa di Germania | Coppa di Germania | Totale   | Totale | Totale      | Totale     |
| Giocatore    | Presenze   | Reti       | Ammonizioni | Espulsioni | Presenze              | Reti                  | Ammonizioni           | Espulsioni            | Presenze          | Reti              | Ammonizioni       | Espulsioni        | Presenze | Reti   | Ammonizioni | Espulsioni |
| ------------ | ---------- | ---------- | ----------- | ---------- | --------------------- | --------------------- | --------------------- | --------------------- | ----------------- | ----------------- | ----------------- | ----------------- | -------- | ------ | ----------- | ---------- |
| C. Beer      | 1          | 0          | 0           | 0          | 0                     | 0                     | 0                     | 0                     | 1                 | 0                 | 0                 | 0                 | 2        | 0      | 0           | 0          |
| K. Bruckmann | 32         | 0          | 2           | 0          | 2                     | 0                     | 0                     | 0                     | 4                 | 2                 | 0                 | 0                 | 38       | 2      | 2           | 0          |
| D. Demuth    | 22         | 0          | 1           | 0          | 0                     | 0                     | 0                     | 0                     | 3                 | 0                 | 0                 | 0                 | 25       | 0      | 1           | 0          |
| K. Eigl      | 3          | 0          | 0           | 0          | 1                     | 0                     | 0                     | 0                     | 0                 | 0                 | 0                 | 0                 | 4        | 0      | 0           | 0          |
| M. Elmer     | 23         | 0          | 0           | 0          | 1                     | 0                     | 0                     | 0                     | 1                 | 0                 | 0                 | 0                 | 25       | 0      | 0           | 0          |
| A. Fehse     | 0          | 0          | 0           | 0          | 0                     | 0                     | 0                     | 0                     | 0                 | 0                 | 0                 | 0                 | 0        | 0      | 0           | 0          |
| J. Gelsdorf  | 34         | 2          | 3           | 0          | 2                     | 0                     | 1                     | 0                     | 4                 | 0                 | 1                 | 0                 | 40       | 2      | 5           | 0          |
| J. Glowacz   | 16         | 6          | 3           | 0          | 0                     | 0                     | 0                     | 0                     | 4                 | 2                 | 0                 | 0                 | 20       | 8      | 3           | 0          |
| U. Greiner   | 33         | 0          | 1           | 0          | 2                     | 0                     | 0                     | 0                     | 4                 | 0                 | 0                 | 0                 | 39       | 0      | 1           | 0          |
| P. Hermann   | 34         | 4          | 1           | 0          | 2                     | 0                     | 0                     | 0                     | 4                 | 1                 | 0                 | 0                 | 40       | 5      | 1           | 0          |
| V. Herr      | 2          | 0          | 1           | 0          | 0                     | 0                     | 0                     | 0                     | 0                 | 0                 | 0                 | 0                 | 2        | 0      | 1           | 0          |
| D. Herzog    | 22         | 1          | 0           | 0          | 2                     | 1                     | 0                     | 0                     | 2                 | 0                 | 0                 | 0                 | 26       | 2      | 0           | 0          |
| T. Hörster   | 24         | 2          | 3           | 0          | 2                     | 0                     | 0                     | 0                     | 4                 | 0                 | 0                 | 0                 | 30       | 2      | 3           | 0          |
| P. Klimke    | 20         | 0          | 4           | 0          | 0                     | 0                     | 0                     | 0                     | 2                 | 0                 | 0                 | 0                 | 22       | 0      | 4           | 0          |
| H. Knauf     | 21         | 2          | 2           | 0          | 2                     | 0                     | 0                     | 0                     | 3                 | 0                 | 0                 | 0                 | 26       | 2      | 2           | 0          |
| K. Meul      | 1          | 0          | 0           | 0          | 0                     | 0                     | 0                     | 0                     | 0                 | 0                 | 0                 | 0                 | 1        | 0      | 0           | 0          |
| H. Pier      | 5          | 0          | 2           | 0          | 0                     | 0                     | 0                     | 0                     | 0                 | 0                 | 0                 | 0                 | 5        | 0      | 2           | 0          |
| W. Posner    | 19         | 0          | 0           | 0          | 2                     | 0                     | 0                     | 0                     | 1                 | 0                 | 0                 | 0                 | 22       | 0      | 0           | 0          |
| C. Sackewitz | 20         | 2          | 1           | 0          | 1                     | 0                     | 0                     | 0                     | 3                 | 1                 | 1                 | 0                 | 24       | 3      | 2           | 0          |
| P. Szech     | 29         | 8          | 1           | 0          | 2                     | 2                     | 0                     | 0                     | 3                 | 0                 | 0                 | 0                 | 34       | 10     | 1           | 0          |
| W. Vöge      | 33         | 4          | 3           | 0          | 2                     | 0                     | 0                     | 0                     | 3                 | 1                 | 0                 | 0                 | 38       | 5      | 3           | 0          |
| A. Økland    | 33         | 14         | 3           | 0          | 2                     | 0                     | 0                     | 0                     | 4                 | 5                 | 1                 | 0                 | 39       | 19     | 4           | 0          |